# .de
.de je vrhovna internetska domena (country code top-level domain - ccTLD) za Njemačku. Domenom upravlja DENIC.

## Vanjske poveznice
- IANA .de whois informacija  Arhivirana inačica izvorne stranice od 27. listopada 2007. (Wayback Machine)